# Cerejeiras
Cerejeiras este un oraș în Rondônia (RO), Brazilia.